# Szlak Kopernikowski (drogowy)
Szlak Kopernikowski – szlak turystyczny w Polsce, biegnący przez województwo warmińsko-mazurskie. Szlak łączy Nowe Miasto Lubawskie z Elblągiem poprzez miejscowości związane w większości z życiem i działalnością Mikołaja Kopernika. Szlak oznaczony jest specjalnymi tablicami. Ma długość około 300 km. Istnieje także piesza wersja – Szlak Kopernikowski (pieszy).

## Charakterystyka szlaku
Mikołaj Kopernik większą część życia spędził na Warmii, na terenie dzisiejszego województwa warmińsko–mazurskiego. Tu dokonał wielu odkryć i tu stworzył swoje sławne dzieło O obrotach sfer niebieskich. Również na Warmii, we Fromborku, zmarł w roku 1543 i został pochowany w katedrze. Turystyczny szlak drogowy poświęcony Mikołajowi Kopernikowi został wytyczony przez Samorząd Województwa Warmińsko-Mazurskiego w ramach dofinansowanego przez Unię Europejską projektu „Znakowanie turystyczne regionu Warmii i Mazur".

## Przebieg szlaku
Trasa szlaku: Truszczyny – Kurzętnik – Nowe Miasto Lubaskie – Lubawa – Olsztynek – Olsztyn – Dobre Miasto – Lidzbark Warmiński – Orneta – Pieniężno – Braniewo – Frombork – Tolkmicko – Elbląg

## Obiekty na szlaku
Szlak Kopernikowski (drogowy) w województwie warmińsko-mazurskim zaczyna się w Truszczynach, gdzie działa obserwatorium astronomiczne, którym opiekuje się Fundacja Nicolaus Copernicus. Fundacja zajmuje się popularyzacją nauk przyrodniczych, matematycznych i astronomicznych. Przybliża także postać i dorobek Mikołaja Kopernika.  Kolejną miejscowością na szlaku jest Kurzętnik, o którym pierwsze wzmianki pochodzą z 1291 r. Z czasów średniowiecza zachował się tutaj układ urbanistyczny starówki, kościół pw. św. Marii Magdaleny (z ok. 1300 r.) oraz ruiny zamku kapituły chełmińskiej na wysokim wzgórzu. Na tym wzgórzu wzniesiono obserwatorium astronomiczne, nad którym pieczę sprawuje Fundacja Nicolaus Copernicus. Przy ścieżce prowadzącej na wzgórze stoi pomnik upamiętniający powstanie pierwszego Szlaku Kopernikowskiego.
Czasy Mikołaja Kopernika pamięta Zamek krzyżacki w Olsztynku, gotycki kościół z XIV wieku i pozostałości murów miejskich z basztami z XV w. Będąc w tym mieście warto odwiedzić także Muzeum Budownictwa Ludowego – Park Etnograficzny.
W Olsztynie Kopernik przebywał w latach 1516–1519 i 1520–1521 pełniąc urząd administratora dóbr kapituły. Dziś w zamku, w którym mieszkał mieści się Muzeum Warmii i Mazur, ze stałą ekspozycją poświęconą astronomowi. Zwiedzający mają też okazję zobaczyć znajdująca się w krużganku tablicę astronomiczną, która służyła Kopernikowi do wyznaczenia momentu równonocy wiosennej.
Kolejnym miastem na szlaku, ściśle związanym z życiem astronoma, jest Lidzbark Warmiński, ale po drodze warto wstąpić do Dobrego Miasta. Choćby po to, aby zobaczyć drugą co do wielkości gotycką świątynię na Warmii czy Basztę Bocianią, będącą zachowanym fragmentem średniowiecznych obwarowań miasta.
We wspomnianym już Lidzbarku Warmińskim Mikołaj Kopernik mieszkał na zamku u swojego wuja, biskupa warmińskiego Łukasza Watzenrodego. Był jego sekretarzem i lekarzem. Podobnie jak w Olsztynie, zamek pełni obecnie funkcje muzealne. Po drodze do kolejnego miasta związanego z Kopernikiem – Fromborka – mijamy Ornetę, Pieniężno i Braniewo, w których astronom bywał.
We Fromborku Mikołaj Kopernik spędził blisko 30 lat. Będąc tu, warto zwiedzić Wzgórze Katedralne z Muzeum Mikołaja Kopernika z siedzibą w dawnym pałacu biskupów warmińskich, planetarium i Wieżą Radziejowskiego. Największą budowlą na wzgórzu jest gotycka bazylika archikatedralna pw. Wniebowzięcia Najświętszej Maryi Panny i św. Andrzeja Apostoła. Znajduje się w niej grób Mikołaja Kopernika. Zwiedzanie bazyliki katedralnej oraz Wieży Radziejowskiego (dawnej dzwonnicy, z tarasu której można podziwiać Zalew Wiślany) umożliwia Muzeum Pomnika Historii Frombork Zespół Katedralny. Zainteresowania medyczne Kopernika stały się inspiracja do utworzenia w Muzeum Mikołaja Kopernika Działu Historii Medycyny, który organizuje wystawy w szpitalu św. Ducha we Fromborku. Dalej szlak prowadzi przez Tolkmicko i kończy się w Elblągu. Tu można obejrzeć starówkę wraz z gotyckim kościołem pw. św. Mikołaja, Bramę Targową i unikatową ścieżkę kościelną.